# Precisering
|  | Wiktionary har en ordboksartikel om precisering. |

Precisering är en närmare bestämning eller avgränsning av ett språkligt uttrycks betydelse genom definition i avsikt att undvika missförstånd vid argumentation.  Momentet spelar en stor roll i logisk analys.
En definition kan vara:
Att U är en precisering av T vill säga att det finns minst en rimlig tolkning av T, som inte är en rimlig tolkning av U. Vidare finns det ingen rimlig tolkning av U, som inte också är en rimlig tolkning av T.

## Referenslitteratur
- Arne Næss; Empirisk semantik, Esselte studium, Uppsala (1981). ISBN 91-24-20016-6